# Kornet (wieś)
Kornet (cyr. Корнет) – wieś w Czarnogórze, w gminie Podgorica. W 2011 roku liczyła 28 mieszkańców.